# Katharina Bierbrauer
Katharina Bierbrauer ist eine deutsche Kunsthistorikerin.
Sie wurde 1972 bei Florentine Mütherich an der Universität München promoviert. Ihr Forschungsgebiet ist die frühmittelalterliche, insbesondere die vorkarolingische und karolingische Buchmalerei.
Sie ist mit dem Frühgeschichtler Volker Bierbrauer verheiratet.

## Veröffentlichungen (Auswahl)
- Die Ornamentik frühkarolingischer Handschriften aus Bayern. Verlag der Bayerischen Akademie der Wissenschaften, München 1979, ISBN 3-7696-0079-7 (= Dissertation).
- Die vorkarolingischen und karolingischen Handschriften der Bayerischen Staatsbibliothek. (= Katalog der illuminierten Handschriften der Bayerischen Staatsbibliothek in München  Bd. 1). Reichert, Wiesbaden 1990, ISBN 3-88226-481-0 (Volltext Textband).
- Das Lorscher Evangeliar. Kommentar. Faksimile-Verlag, Luzern 2000, ISBN 3-85672-078-2.